# Kestein
Kestein is een historisch Nederlands motorfietsmerk.
Het was gevestigd in een rijwielfabriek in Rotterdam, waar in de jaren dertig naast fietsen ook lichte motorfietsen met 98cc-Villiers-blok werden gemaakt.